# République Lakota
La république Lakota est une micronation se réclamant être nation souveraine d'Amérindiens, indépendante des États-Unis.

## Histoire
Le 20 décembre 2007, un mouvement prônant l'affirmation amérindienne, nommé Freedom Lakota et dirigé par Russell Means, proclame à Washington l'indépendance des Lakota par rapport aux États-Unis.
Dans une note remise au Département d'État des États-Unis, il dénonce l'ensemble des trente-trois traités signés au cours du temps avec les États-Unis, et que les colons n'ont jamais respectés. Un certain nombre de traités ont plus de 150 ans.
Russell Means a demandé aux ambassades de Bolivie, du Venezuela, du Chili et d'Afrique du Sud une reconnaissance diplomatique internationale de la République de Lakota. Cette République engloberait une partie du Nebraska, du Dakota du Sud, du Dakota du Nord, du Montana et du Wyoming.

## Représentativité
La légalité de la dénonciation des traités reposait, selon ces activistes, sur l'Article VI de la Constitution des États-Unis et sur la Convention de Vienne sur le droit des traités signée par les États-Unis.
Toutefois, le droit pour Russell Means de pouvoir parler au nom des Lakotas a été mis en doute, du fait que ce militant très controversé des droits des Amérindiens ne détenait aucun mandat politique. Chaque fois qu'il avait présenté sa candidature, il avait été battu, notamment lors de l'élection du président des Sioux Oglalas. Russell Means a annoncé que la République des Lakotas délivrerait ses propres passeports et ses propres permis de conduire, et qu'il n'y aurait plus d'impôts à payer, grâce à la renonciation à la citoyenneté américaine. Il est décédé en 2012, sans avoir appliqué aucun point de ce programme. Phyllis Young, dernière signataire en vie de la déclaration de 2007, prend sa succession.
Avis Little Eagle, vice-présidente du Conseil tribal des Sioux de Standing Rock, avait dit, au sujet de la délégation pour la liberté des Lakotas et de sa déclaration : « Je comprends pourquoi ils le font, mais nous, en tant que représentants officiellement élus, nous nous appuyons tous les jours sur les traités pour notre travail, car il s'agit de documents valides (I see where they're coming from, but we, as elected officials, on a daily basis we refer to those treaties because to us they are living documents). On discutera en conseil de cette déclaration. Beaucoup de gouvernements tribaux se sentiraient frustrés devant l'absence de prise en charge des soins de santé par le gouvernement fédéral américain, devant des poursuites pénales et devant le manque de respect des obligations découlant des traités. Si cette affaire nous donne droit à un peu plus d'attention, ce sera peut-être un bien. »

## Le Dakota Access Pipeline
Le Dakota Access Pipeline est un pipeline long de 1 825 km, qui va des états de l'Illinois et du Dakota du Nord. En construction depuis 2014, pour le compte d'un consortium pétrolier, mais les travaux s'arrêtent en décembre 2016. Le corps des ingénieurs de l’armée américaine, chargé du suivi du projet, annonce qu'il refuse le permis de forage sous la rivière Missouri à la société pétrolière. La secrétaire adjointe aux travaux civils de l’armée de terre annonce dans un communiqué que le gouvernement va « entreprendre une étude d’impact environnementale complète et étudier des tracés alternatifs ». Le 24 janvier 2017, le président Donald Trump, qui a des intérêts dans le consortium pétrolier, signe un décret afin de relancer le projet de pipeline Dakota Access sans attendre le retour des études.

## Drapeau
Aucun drapeau officiel n'a été émis de la part des dirigeants de la République Lakota. Celui présenté plus haut est celui du peuple Lakota et est souvent arboré par ceux-ci lorsqu'ils revendiquent leurs droits.